# 脉搏氧饱和度法
脉搏氧饱和度法（pulse oximetry）又称脈搏血氧飽和度監測，是用“脉氧仪”连续性监测动脉氧饱和度，并同时显示脉搏次数的方法，多用于危重患者呼吸功能的无创性监测。
脈搏血氧飽和儀（pulse oximeter）简称脉氧仪，则是一种“藉由脉搏”测量血氧（血液中氧饱和度）的“血氧饱和仪”（俗称血氧儀、血氧計、血氧機）。由于人体手指、脚趾的指（趾）甲较透明，耳垂组织较薄，且两者均充满微血管，此脉氧仪内的发光二极体和光感测器可通过这些组织发送且接收脉冲式信号，经过计算后可取得血氧饱和度；另外，也有设计为额前贴片式的感测器，但较少见。
此种非侵入式方式測量外周血氧饱和度（peripheral oxygen saturation， SpO2），其讀數和動脈血氧饱和度（arterial oxygen saturation，SaO2）的讀數相比，誤差多半是2%（誤差最大的5%案例中，會差到4%）；後者是最準確的數值，但需用侵入式的方式量測，針對動脈血氣體進行分析。這兩者的相關性很高，因此安全、方便、非侵入式而且便宜的脈搏血氧飽和儀，已用在血氧饱和度量測的臨床應用上。

## 原理

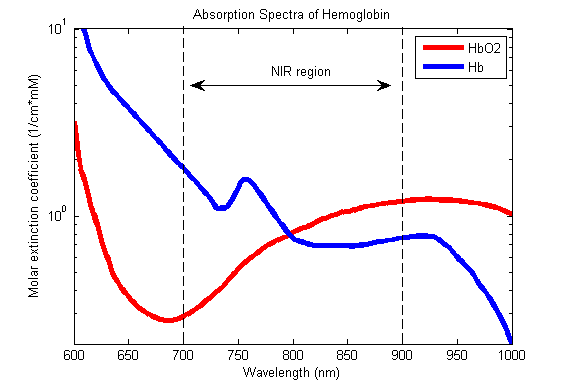
携氧血红蛋白(HbO2)與血红蛋白(Hb)的吸收光譜

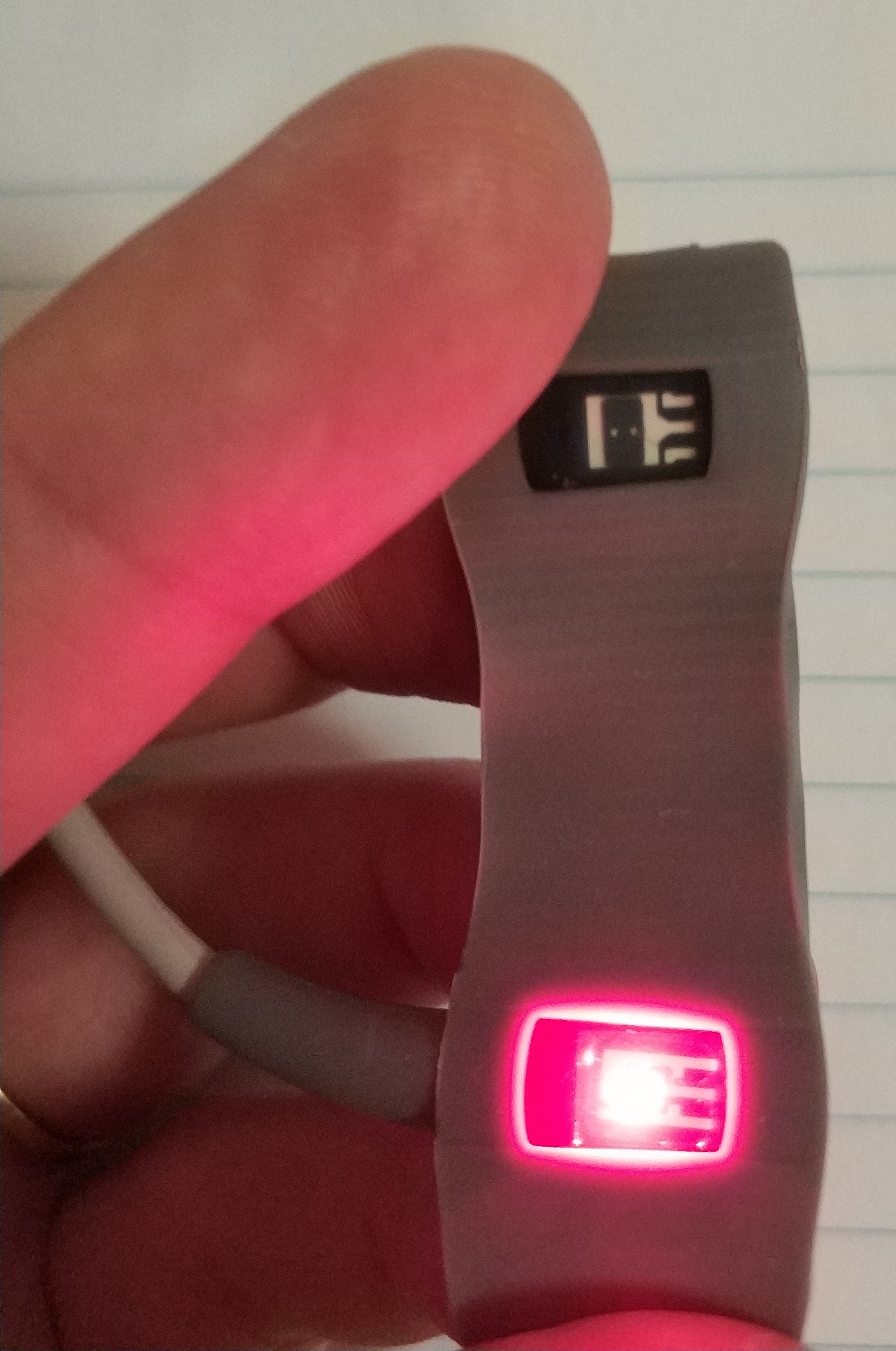
血氧饱和仪的光源與感測器

最初的一台血氧饱和仪由Millikan在1940年代开发。它监测动脉中携带氧的血红蛋白与不携带氧的血红蛋白的比例。典型的血氧饱和仪带有两个发光二极管。这两个发光二极管面向病人的待测部位 - 通常是指尖或耳垂。一只二极管释放波长为660纳米的光束，另一只释放905,910或者940纳米。含氧的血红蛋白对这两种波长的吸收率与不含氧的差别很大。利用这个性质，可以计算出两种血红蛋白的比例。测试的过程通常不需要从病人身上抽血。通常的血氧仪也可以显示病人的脉搏。

## 商业化
血氧饱和仪与1981年被Biox推向市场。现在，血氧仪可以在亚马逊等商业网站上购买。它的价格随着质量不同，从几十美元到几千美元不等。2010年代之後，一些智慧穿戴裝置、智能手錶也內建血氧飽和儀功能。
2019冠狀病毒病疫情期間，各地政府，例如紐約、台灣、香港，均建議居家隔離的新冠患者，持續使用血氧飽和儀，以監察其血氧濃度，直到解除隔離。在香港，抗疫物資包會加入血氧儀，為染疫者提供更周全保障。

## 备注
1. ↑  事實上，“血氧機”是錯誤的稱呼；蓋“機”的定義是指可以運轉的裝置，用來代替人的勞動、作能量變換或產生有用功，一般比較大型，例如洗衣機、電視機、呼吸機；而“儀”則是指測量和記錄所觀察量的當下數值之裝置，通常也是一種顯示數值的“表”，例如飛行儀、度量儀、血氧儀。